# Louis-Alphonse Savary de Lancosme
Louis-Alphonse Savary, marquis de Lancosme (18 août 1750, Vendœuvres - 10 mai 1820, Vendœuvres), est un militaire français, député aux États généraux de 1789.

## Famille
La famille Savary de Lancosme est originaire de Touraine. Ses armes sont : écartelé d'argent et de sable. La famille s'éteignit au XIXe siècle. 
Gendre de Paul Esprit Marie de La Bourdonnaye, il est le beau-père du général Claude-Clément-Gabriel-Rogatien de Sesmaisons. Son fils Louis-Charles-Alphonse Savary de Lancosme (1776-1875) est créé pair de France héréditaire en 1827,.

## Biographie
Il entra comme sous-lieutenant au régiment de la Reine le 2 février 1766. Lieutenant au corps le 5 mai 1772, capitaine des chevau-légers du régiment de Bourgogne le 21 avril 1777, il était chef d'escadron au régiment de Quercy-cavalerie et chevalier de Saint-Louis, quand il fut élu, le 19 mars 1789, député de la noblesse aux États généraux par le bailliage de Touraine. 
Il se réunit aux communes et demanda la formation d'un comité d'imposition dont il fit partie le 7 juillet. Mais, peu l'artisan des réformes, il déclara ne pouvoir adhérer à la décision qui abolissait la noblesse. À partir de cette époque, il siégea en effet fort peu.
Au service de l'Empire, il est créé comte de l'Empire le 26 avril 1810.